# Masaaki Fukuoka
Pour les articles homonymes, voir Fukuoka.
Masaaki Fukuoka (福岡 政章, Fukuoka Masaaki), né le 12 juillet 1984, est un judoka japonais en activité évoluant dans la catégorie des moins de 66 kg.

## Biographie
Aux Championnats du monde de judo 2013 à Rio de Janeiro, Masaaki Fukuoka obtient la médaille de bronze.

## Palmarès
| Année | Compétition           | Lieu           | Résultat | Catégorie      |
| ----- | --------------------- | -------------- | -------- | -------------- |
| 2013  | Championnats d'Asie   | Bangkok        | 2e       | Moins de 66 kg |
| 2013  | Championnats du monde | Rio de Janeiro | 3e       | Moins de 66 kg |